# Minamoto no Shitagō
Minamoto no Shitagō (源順?) (911-983) fue un poeta waka, estudioso y noble japonés de principios del período Heian. Fue el compilador original del Wamyō Ruijushō (和名類聚抄), el primer diccionario japonés organizado temáticamente. Fue designado miembro de los treinta y seis poetas inmortales por sus distinguidos trabajos poéticos. Además del Wamyō Ruijushō, se mantiene una colección de sus trabajos poéticos bajo el nombre de Minamoto no Shitagōshu (源順集). Algunos estudiosos piensan que puede ser el autor del Taketori Monogatari.

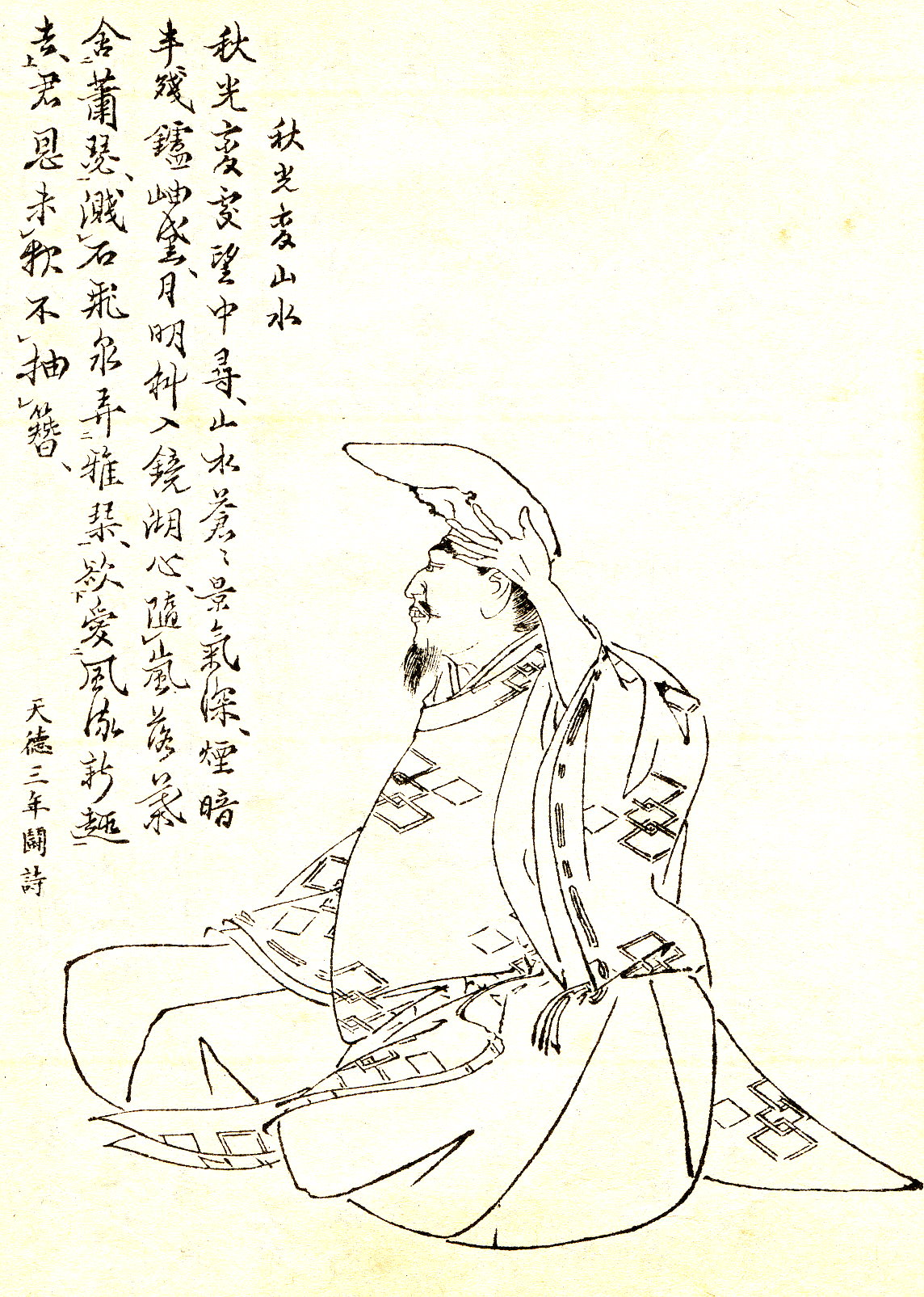
Minamoto no Shitagō.

Como uno de los Cinco hombres de la cámara de la pera (梨壺の五人), Minamoto no Shitagō asistió a la compilación del Gosen Wakashū. También trabajó en la compilación del kundoku (訓読), lecturas de textos del Man'yōshū.